# کمدی اروتیک خانوادگی

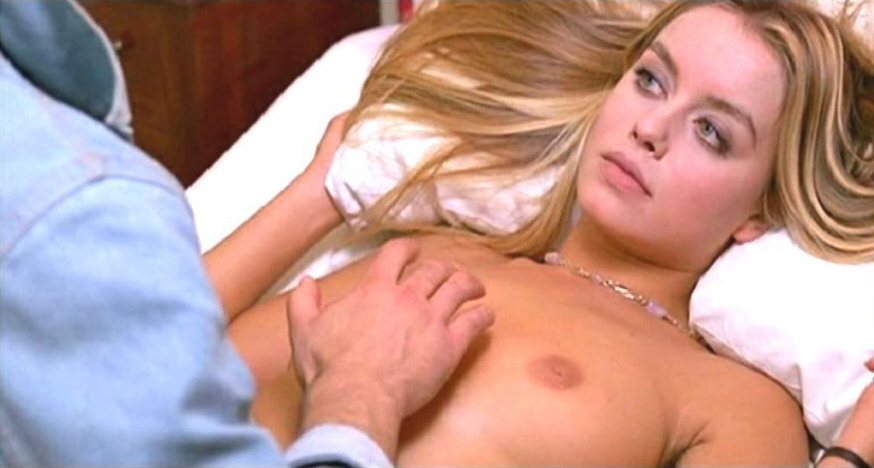
گلوریا گوئیدا در صحنه‌ای از فیلم آن سن شیطنت و هوسبازی (۱۹۷۵)

کمدی اروتیک خانوادگی یا کمدی سکسی خانوادگی یک زیرگونه از سینمای ایتالیا بود که بین دهه ۱۹۷۰ و اوایل دهه ۱۹۸۰ در سده بیستم میلادی در زمینه کمدی سکسی سبک ایتالیایی رواج داشت که موضوع آن مبتنی بر تن‌کامگی و روابط اِروتیک بین اعضای یک خانواده یا درون بورژوازی است.

## خاستگاه
فیلمی که باعث پیدایش این زیرگونه شد، سپاسگزارم، خاله ساخته سالواتوره سامپری محصول ۱۹۶۸ است، که علیرغم اینکه فیلمی جدی، جاافتاده و «تندرو» با محوریت رابطه محارم (بین خاله و برادرزاده) در یک خانواده بورژوازی بود، فیلمی اروتیک و مهیج به حساب می‌آمد.

## ویژگی‌ها
سالواتوره سامپری با نخستین اثر خود، سپاسگزارم، خاله (۱۹۶۸) و پس از آن بداندیش در سال ۱۹۷۳، این زیرگونه را پایه‌گذاری کرد، که در چارچوب کمدی سکسی سبک ایتالیایی و بر جنبه‌های مرتبط با تن‌کامگی درون‌خانوادگی متمرکز بود. خانواده بورژوایی، که مشتمل بر همه کسانی که بخشی از آن بودند، (مانند خدمتکاران)، به بستر و فضایی تبدیل شد که در آن نوجوانان به رابطه جنسی با سایر اعضای خانواده روی می‌آوردند؛ بنابراین تماشاگر با گروه بزرگی از خاله‌ها، عمه‌ها، خدمتکاران و حتی مادربزرگ‌ها (مثلا در سپاسگزارم… مادربزرگ) مواجه است که تصمیم می‌گیرند برادرزاده‌ها، عموزاده‌ها و اربابان جوان را با لذت جنسی آشنا کنند. از نخستین فیلم‌های سامپری که فقط می‌خواستند پیشرو و اندکی شهوانی باشند، به فیلم‌های بی‌پرده‌تری مانند خاله‌های دل‌انگیز (۱۹۷۵) می‌رسیم.

## نمونه‌هایی از فیلم‌ها
- بداندیش ۲۰۰۰ (۱۹۹۱)
- لذتِ بسیار (۱۹۸۷)
- سوءاستفاده‌های یک دون ژوان جوان (۱۹۸۶)
- نجیب و پاکدامن (۱۹۸۱)
- شیرین‌بیان (۱۹۷۹)
- خواهرزاده نازنین عزیز (۱۹۷۷)
- نِـنه (۱۹۷۷)
- تسلیم (۱۹۷۶)
- رسوایی در خانواده (۱۹۷۵)
- ضعف اخلاقی خانوادگی (۱۹۷۵)
- خاله‌های دل‌انگیز (۱۹۷۵)
- آن سن شیطنت و هوسبازی (۱۹۷۴)
- میهمان (۱۹۷۴)
- زیر سن قانونی (۱۹۷۴)
- دخترخاله (۱۹۷۴)
- عشاق و دیگر وابستگان (۱۹۷۴)
- بداندیش (۱۹۷۳)
- سپاسگزارم، خاله (۱۹۶۸)